# Molnár Andrea Éva
Molnár Andrea Éva (1986. szeptember 16. –) erdélyi magyar informatikus, matematikus, egyetemi oktató.

## Életpályája
2008-ban informatikai matematika szakot végzett a kolozsvári Babeș–Bolyai Tudományegyetemen, ugyanott 2010-ben elvégezte a matematikadidaktika mesterszakot. 2015-től tanársegéd a kolozsvári egyetem Magyar Matematika és Informatika Intézetében. 2013-ban doktorált Variational principles with applications (Variációs elvek alkalmazásokkal) című tézisével.

## Munkássága
Szakterület: Variációszámítás, Adatbázisok, A matematika és informatika oktatásának módszertana.

### Válogatott cikkei
- M. Bota, A. É. Molnár, Cs. Varga: On Ekeland’s variational principle in b-metric spaces, Fixed Point Theory, 12 (1) (2011), 21-28.
- H. Lisei, A. É. Molnár, Cs. Varga: On a class of inequality problems with lack of compactness, Journal of Mathematical Analysis and Applications, 378 (2) (2011), 741-748.
- A. É. Molnár: A nonsmooth sublinear elliptic problem in R^N with perturbations, Studia Universitatis Babeș-Bolyai Mathematica, 56 (1) (2012), 61-68.
- Cs. Farkas, A. É. Molnár: A Generalized Variational Principle and Its Application to Equilibrium Problems, Journal of Optimization Theory and Applications 156 (2) (2013), 213-231
- A. É. Molnár, O. Vas: An existence result for a class of generalized hemivariational inequality systems, Studia Universitatis Babeș-Bolyai Mathematica, 58 (3) (2013), 387–398.
- Cs. Farkas, A. É. Molnár, Sz. Nagy: A generalized variational principle in b-metric spaces, Le Matematiche, 69 (2) (2014), 205-221.
- I. I. Mezei, A. É. Molnár, O Vas: Multiple symmetric solutions for some hemivariational inequalities, Studia Universitatis Babeș-Bolyai Mathematica, 59 (3) (2014), 369-384